# Hans Tombrock
Hans Tombrock, född 21 juli 1895 i Benninghofen bei Hörde, Westfalen, Tyskland, död 18 augusti 1966 i Stuttgart, var en tysk målare, tecknare, grafiker och konstprofessor.
Tombrock föddes som 16:e barnet i en katolsk gruvarbetarfamilj. Han arbetade under tonåren som gruvarbetare men eftersom han inte trivdes med arbetet rymde han då och då antingen som sjöman eller bara luffade runt längs vägarna tills han blev infångad och återbördad till sin familj och gruvan. 
Han tillbringade fyra år vid fronten i Flandern innan han deserterade från armén och dömdes till fängelse. Han satt även i fängelse ett par år för sitt deltagande i arbetarkravaller i Ruhrområdet. 
Från 1923 drog han som arbetslös omkring på vägarna i Tyskland och började med tafatta teckningar skildra landsvägsproletariatets elände som han utgav i reproduktionssamlingen Vagabunden 1928. Han debuterade 1929 i den tyska vagabondföreningens konstutställning i Stuttgart med en rad socialt anklagande teckningar och målningar. Efter utställningen blev han en av de främsta företrädarna för Vagabondernas internationella brödraskap.
Hans vandringar fortsatte och sträckte sig till Öst- och Sydeuropa, där han tecknade nya social-propagandistiska bildserier. Under sina vandringar ställde han ut i en rad tyska städer och skapade sig ett namn som konstnär vilket ledde till att han blev representerad i flera tyska museer.
Hans politiska inställning var starkt vänsterradikal och antifascistisk vilket ledde till att han flera gånger placerades i koncentrationsläger. Vid den sista inspärrningen lyckades han rymma och vandrade under ett par års tid omkring på vägarna i Tysklands grannländer.
Han utvisades från Schweiz 1936 men hittade en fristad i Sverige där han stannade till 1946. När han återvände till Tyskland anställdes han som ledare vid skolan för konst och konsthantverk i Dortmund och från 1949 var han professor vid konsthögskolan i Weimar med ett uppehåll 1952–1953 då han arbetade vid den östtyska konsthögskolan i Berlin.
Förutom ett stort antal separat- och samlingsutställningar i Tyskland ställde han ut separat i bland annat Malmö, Linköping, Göteborg och Tibro. Som illustratör illustrerade han en planerad utgåva av Bertolt Brechts Leben des Galilei i början av 1940-talet och senare utförde han teckningar till Mutter Courage. 
Tombrock är förutom i ett 30-tal tyska museer representerad vid bland annat Norrköpings konstmuseum, Värmlands museum, Nasjonalgalleriet i Oslo, Pradomuseet i Madrid och några museer i Ryssland och Schweiz.